# Stina Anderson
Kristina Amalia (Stina) Anderson, född 10 december 1876 i Björkängs socken, Västergötland, död 31 augusti 1940, var en svensk författare och psalmdiktare. Hon var dotter till en lantbrukare och insjuknade vid 14 års ålder i scharlakansfeber, som medförde allvarlig ledgångsreumatism för resten av livet. Hon skrev dikter och betraktelser för olika tidningar samt gav även ut några egna skrifter. Från omkring 1910 bodde hon på ett sjukhem i Skövde. Hennes dikter och betraktelser finns bland annat publicerade i veckotidningen Bildjournalen

## Psalmer
- Att bedja är ej endast att begära, nr 213 i Den svenska psalmboken 1986. Tonsatt av Heimer Sjöblom
- Att dig, min Fader, få i bönen nalkas, nr 40 i Tempeltoner